# أوست خيلره
أوست خيلره هي مدينة وبلدية بمقاطعة خيلدرلند، هولندا.

## طوبوغرافيا
خريطة طوبوغرافية هولندية لبلدية أوست خيلره، يونيو 2015، (تقرأ بعد ثلاث نقرات على الخريطة).